# Лалово (Резинский район)
Лалово, Лалова (рум. Lalova) — село в Резинском районе Молдавии. Является административным центром коммуны Лалово, включающей также сёла Нистрень и Цыпово.

## География
Село расположено в юго-восточной части Резинского района Молдавии на правом берегу реки Днестр на высоте 53 метров над уровнем моря.

## Население
По данным переписи населения 2004 года, в селе Лалово проживает 1027 человек (496 мужчин, 531 женщина).
Этнический состав села:
| Национальность | Число жителей | %     |
| -------------- | ------------- | ----- |
| молдаване      | 1007          | 98.05 |
| румыны         | 11            | 1.07  |
| украинцы       | 5             | 0.49  |
| прочие         | 4             | 0.39  |
| Всего          | 1027          | 100   |

## Известные уроженцы
- Валерий Балабан — генеральный прокурор Молдавии в 2003—2007 годах
- Виктория Ифтоди — министр юстиции Молдавии в 2004—2006 годах